# Pseudotropheus fuscoides
Pseudotropheus fuscoides és una espècie de peix de la família dels cíclids i de l'ordre dels perciformes. Es troba a l'Àfrica oriental: és una espècie de peix endèmica del llac Malawi. Els mascles poden assolir els 12 cm de longitud total.